# Helianthemum kahiricum
Helianthemum kahiricum là một loài thực vật có hoa trong họ Nham mân khôi. Loài này được Delile mô tả khoa học đầu tiên năm 1813.